# Nägele (Ochsenhausen)
Nägele ist ein Wohnplatz in der Stadt Ochsenhausen im Landkreis Biberach in Baden-Württemberg.

## Lage
Der Hof Nägele liegt etwa anderthalb Kilometer südlich von Mittelbuch am Südrand eines Waldstücks.

## Geschichte
Nägele war ein Ortsteil der Gemeinde Mittelbuch. Mit ihrer Auflösung am 1. Januar 1975 kam der Ort zu Ochsenhausen. 